# Carex iraqensis
Carex iraqensis är en halvgräsart som beskrevs av Sheila Spenser Hooper och Ilkka Toivo Kalervo Kukkonen. Carex iraqensis ingår i släktet starrar, och familjen halvgräs. Inga underarter finns listade i Catalogue of Life.